# جائحة فيروس كورونا في غامبيا
تأكَّد وصول جائحة كوفيد-19 إلى غامبيا في مارس 2020.

## الخلفية
يُعدّ مستشفى إدوارد فرانسيس الصغير التعليمي (إي إف إس تي إتش) أكبر مستشفى في غامبيا، ويُصنف بمثابة مستشفى إحالة من الدرجة الثالثة (جامعي) في العاصمة بانجول. تحدثت التقارير العائدة إلى عام 2012 عن وجود ثلاثة مستشفيات أخرى من الدرجة الثالثة، إضافةً إلى 38 مركزًا صحيًا، و492 نقطة رعاية صحية أولية. تشتمل قائمة الأسباب الرئيسية لوفيات البلاد على كل من الملاريا والسل. يُذكر أيضًا وجود كليّتين طبيتين في البلاد، في جامعة غامبيا والجامعة الأمريكية الدولية في غرب أفريقيا، إلى جانب وحدة طبية تابعة لمجلس البحوث الطبية (إم آر سي) في غامبيا، أدارها سابقًا مجلس البحوث الطبية في المملكة المتحدة، وتديرها حاليًا مدرسة لندن لحفظ الصحة وطب المناطق الحارة. يلعب أحمدو لمين ساماته، وزير الصحة والرعاية الاجتماعية الحالي، والمدير السابق للخدمات الطبية في مستشفى إدوارد فرانسيس الصغير التعليمي، دورًا جوهريًا على الصعيد السياسي للشؤون الصحية والطبية في البلاد.

### الوقاية من المرض
وفقًا للاستراتيجية الوطنية لقطاع الصحة 2014-2020، تقع مسؤولية مكافحة الأمراض والوقاية منها في غامبيا على عاتق قسم علم الوبائيات ومكافحة الأمراض (إي دي سي)، الذي يُعد جهة تنسيق أعمال مركز مراقبة الأمراض والاستجابة المتكاملة لها (آي دي إس آر)، وذلك عبر التركيز على الأمراض التي يجب الإبلاغ عنها والأمراض التي قد تحمل صفة الوباء.

## جائحة كوفيد-19

### استجابة منظمة الصحة العالمية
في 31 ديسمبر 2019، أُبلغت منظمة الصحة العالمية بوجود مجموعة من حالات ذات الرئة مجهولة السبب في مدينة ووهان، الصين. وُصف تفشي المرض بحالة طارئة للصحة العامة ذات اهتمام دولي (بّي إتش إي آي سي) في 30 يناير 2020، لتصنفها لاحقًا منظمة الصحة العالمية على أنها جائحة في 11 مارس.

### كوفيد-19 في غامبيا
أُبلغ عن أول حالة كوفيد-19 في غامبيا في 17 مارس وتلقت العلاج في وحدة إم آر سي التخصصية في غامبيا في فاجارا. كانت الحالة لمريضة في الثلاثين من عمرها كانت قد سافرت من غامبيا إلى المملكة المتحدة في 15 مارس، وأدخلت نفسها إلى العزل الذاتي بعد شعورها بالحمى. صرّحت وزارة الصحة أنها بصدد التواصل مع جميع ركاب الرحلة وعزلهم.

### الإجراءات الحكومية
عُلّق سفر الموظفين العموميين إلى الخارج بعد تعميم أصدره الرئيس أداما بارو في 13 مارس. أمر بارو أيضًا بإغلاق جميع الجامعات ووقف التجمعات في 17 مارس، وشهد يوم 18 مارس تعليق جلسات الجمعية الوطنية وجلسات الاستماع للجنة الحقيقة والمصالحة والتعويضات. توقفت الرحلات الجوية القادمة من 13 دولة في 19 مارس، مع فرض حجر صحي إلزامي لمدة 14 يومًا على الركاب القادمين من 47 دولة أخرى.
تمثّل وحدة إم آر سي في غامبيا المنشأة الوحيدة القادرة على إجراء اختبار كوفيد-19 في البلاد. وفقًا لموقعهم على الإنترنت، تُجرى الاختبارات حسب مواعيد مسبقة، وتُنظّم عبر الاتصالات الهاتفية مع اختصاصي في وزارة الصحة.

## الاستجابة
اتفقت حكومتا غامبيا وجارتها الوحيدة، السنغال، على إغلاق حدودهما لمدة 21 يومًا بدءًا من 23 مارس، باستثناء حالات توفير «الخدمات الأساسية» ونقل الغذاء والدواء، وأُغلق المجال الجوي الغامبي أيضًا، باستثناء الرحلات الجوية الطبية ونقل البضائع. وصف وزير الصحة أحمدو لمين ساماته فرض إغلاق الحدود بالتحدي، مع تأكيده في الوقت ذاته على أهمية الإغلاق لمكافحة كوفيد-19.
أعلن الرئيس أداما بارو حالة الطوارئ في 27 مارس، مع أوامر بإغلاق أماكن العبادة والمنشآت غير الضرورية، وحظر التجمعات المؤلفة من 10 أشخاص أو أكثر، وتقليل عدد الركاب في وسائل النقل العام.
في 28 مارس، تبرعت مؤسستا علي بابا وجاك ما بعُدد اختبار ومعدات وقاية شخصية لصالح غامبيا لمساعدتها على مكافحة الوباء.
اعتُقل عدد من رجال الأعمال بتهمة التلاعب بالأسعار.

## أثر الجائحة
تضرر قطاع السياحة بسبب الوباء، ما أدى إلى معاناة الغامبيين العاملين في السياحة. أُغلق العديد من المطاعم والفنادق، مع بقاء عدد قليل فقط من الفنادق مفتوحةً للسياح الذين تقطعت بهم السبل بسبب القيود المفروضة على السفر.